# Bart Cannaerts
Bart Cannaerts (Duffel, 19 juni 1980) is een Vlaams stand-upcomedian , televisiemaker en televisiepresentator.

## Levensloop
Cannaerts is van opleiding bio-ingenieur. Daarna heeft hij enkele jaren lesgegeven.
Hij debuteerde in 2006 als stand-upcomedian en won kort daarna de Culture Comedy Award. In 2007 won hij Humo's Comedy Cup. 
Op 8 december 2008 trad hij aan als een van de deelnemers aan het zevende seizoen van De Slimste Mens ter Wereld. Hij bleef enkele uitzendingen in het spel, maar werd op 11 december naar huis gespeeld door Christophe Deborsu. Hij was kapitein in De tabel van Mendelejev en deed mee aan Mag ik u kussen? en Een Laatste Groet op Canvas. Ook vervulde hij de rol van vakleraar genetica in de uitzending van 17 mei 2010 van De klas van Frieda. Op 21 november 2010 en 8 januari 2012 was hij als Bekende Vlaming te zien in het spelprogramma De Pappenheimers. In 2012 nam hij opnieuw deel aan De Slimste Mens ter Wereld, waar hij het tot in de halve finale bracht.
Ik tel tot tien was zijn eerste avondvullende show die op 1 oktober 2009 in première ging en nog speelde tot 2011. Begin 2012 startte hij met zijn tweede show, Waar is Barry? deze eindigde in mei 2013.
In november 2013 ging Cannaerts in première met zijn nieuwe voorstelling Wanneer gaan we nog eens Bowlen. In november 2021 begon Cannaerts aan zijn show We moeten nog eens afspreken.
Hij is vanaf 2013 jurylid in De Slimste Mens ter Wereld. Daarnaast nam hij in november 2021 de presentatie van twee afleveringen van De Slimste Mens ter Wereld over van Erik van Looy omdat deze positief werd getest op corona en daarom in quarantaine moest. Hierdoor kon hij het programma op 1 en 2 december niet presenteren.
Cannaerts was in 2009 een van de oprichters van Shelter, waarvoor hij onder meer meewerkte aan de programma's Benidorm Bastards en Wat als?. Hij ruilde het productiehuis later in voor Woestijnvis, waar hij het voorjaar van 2014 presentator werd van De Pappenheimers. Datzelfde jaar verliet hij Woestijnvis om aan de slag te gaan bij Panenka van Tom Lenaerts.
Sinds 2022 presenteert hij in het voorjaar de dagelijkse laatavondquiz De dag van vandaag op VRT 1 (eerder Eén).
In 2022 nam hij deel als cycloop in The masked singer. Hij deed drie afleveringen mee. Het volgende seizoen zetelde hij als een van de juryleden.
In het najaar van 2022 nam hij deel aan De Allerslimste Mens ter Wereld waar hij 17 opeenvolgende afleveringen achter elkaar had meegespeeld en uiteindelijk tweede werd. In januari 2023 won hij hiervoor als eerste de nieuwe mediaprijs Kastaar als 'Deelnemer van het jaar'.
In 2025 werd hij lid van de vakjury voor Eurosong 2025. In 2023 mocht Cannaerts, als fan van het Eurovisiesongfestival, de Belgische punten van de finale van het festival op televisie uitbrengen.

## Zaalshows
- Ik tel tot tien (2010-2011)[4]
- Waar is Barry (2012-2013)[5]
- Wanneer gaan we nog eens bowlen? (2013-2014)[6]
- We moeten nog eens afspreken (2019-2020, 2022)

## Televisie
- Kamp Jeroom (2024) - 2 afleveringen als kandidaat samen met achtereenvolgend Fien Germijns en Jeroen van Koningsbrugge
- Code van Coppens (2024) - als kandidaat samen met Fien Germijns
- Eurovisiesongfestival 2023 (2023) - als puntengever
- The Masked Singer (2023-heden) - als speurder
- De dag van vandaag (2022-heden) - als presentator
- De Allerslimste Mens ter Wereld (2022) - als kandidaat
- The Masked Singer (2022) - als Cycloop (3 afleveringen)
- De Slimste Mens ter Wereld (2021) - als presentator (2 afleveringen) ter vervanging van Erik Van Looy
- Opvoeden doe je zo (2020) - als zichzelf
- Veel tamtam (2020) - als zichzelf
- Vive la vie! (2020) - als zichzelf
- Vrede op aarde (2018-2020) - als zichzelf
- Is er een dokter in de zaal? (2019) - panellid
- Lang Leve (2014) - als productie-assistente De Slimste Mens
- De Slimste Mens ter Wereld (2013-2021, 2023-heden) - als jurylid
- Scheire en de schepping (2013, 2014, 2021) - als panellid
- Zone Stad (2011) - als Regi Vandeperre
- De Slimste Mens ter Wereld (2008) - als kandidaat
- Mega Mindy (2007) - als Nerd
- Blokken (2006) - als kandidaat

## Trivia
In een provocerend filmpje voor de 11.11.11-campagne 2012 over de klimaatverandering leek Bart Cannaerts een Senegalese vluchteling zwaar te beledigen tijdens een zaalshow. Dit was echter in scène gezet: de Senegalees is een acteur en het publiek bestaat uit figuranten aan wie gevraagd werd om te lachen met de choquerende grappen. Het veroorzaakte ongewild commotie. 